# Сіма Лозанич
Сіма Лозанич (серб. Сима Лозанић; 24 лютого 1847, Белград, Сербське князівство — 7 липня 1935, Белград, Королівство Югославія) — сербський політичний і державний діяч, дипломат, хімік, педагог, професор. Президент Сербської королівської академії наук і мистецтв (1899—1900 і 1903—1906).

## Біографія
Вивчав право в Белграді, пізніше, хімію в університеті Цюриха у професора Йоханнеса Вісліценуса, а потім у професора Августа Вільгельма фон Гофмана в Берліні. У березні 1870 року в Цюрихському університеті отримав докторську ступінь.
Із 1872 по 1924 рік читав лекції в Белградській вищій школі (нині Белградський університет). Професор філософського факультету. Перший ректор Белградського університету (1905—1906). Перший почесний доктор наук Белградського університету.
У 1894, 1894—1895, 1897—1899 роках обіймав посаду міністра промисловості Королівства Сербії, міністр закордонних справ Королівства Сербії (1894, 1902—1903).
Був послом Сербії в Лондоні та Вашингтоні.

## Наукова діяльність
Займався дослідженнями в області електросинтезу, в якому він вивчав реакції СО та CO2 з іншими речовинами під дією електричного розряду.
Опублікував понад 200 наукових робіт із прикладної та експериментальної хімії.
Автор ряду підручників, які охоплювали різні галузі хімії: неорганічна хімія, органічна хімія, аналітична хімія та хімічна технологія. Його підручники були всесвітньо відомі й в деяких областях були новаторськими. Наприклад, підручник з неорганічної хімії Лозанича був першим європейським університетським підручником, що посилався на періодичну таблицю Д. І. Менделєєва й один з перших, що містив розділ із термохімії. Його підручники з органічної хімії є одними з перших книг, в яких сполуки були представлені структурними формулами.
Входить до сотні найвизначніших сербів.